# Lenguas túrquicas noroccidentales
Las lenguas kipchak o túrquicas noroccidentales (también llamadas qypchaq y kypchak) constituyen una de las principales ramas de la familia túrquica que cuenta con unos 22 millones de hablantes un área que se extiende desde Lituania a China.

## Clasificación
Las kipchak se clasifican internamente en tres grupos, basados en criterios geográficos y características compartidas:
- Kipchak-bulgárico (kipchak urálico o uralocaspio), que incluye en el baskir y el tártaro.
- Kipchak-cumano (kipchak pontocaspio), que incluye el karachái-bálkaro, el cumuco, el karaim, el tártaro de Crimea, el extinto cumano y el kipchak, propiamente dicho.  El urrumano y el tártaro de Crimea parecen haber tenido una base kipchk-cumana, pero han sido severamente influidos por el túrquico oghuz.
- Kazajo–nogayo (aralocaspiano), que incluye el kazajo, el karakalpako, y el nogayo (o tártaro nogayo), tártaro de Siberia (tártaro siberiano)
- Kirguís-kipchak que incluye el kirguís, y el altái.

La lengua usada por los mamelucos de Egipto parece haber sido una lengua kipchak, probablemente perteneciente al grupo kazajo-nogayo.

## Descripción lingüística
Las lenguas kipchak comparten ciertas características comunes permiten clasificarlas juntas. Algunas características son compartidas por otras lenguas túrquicas, aunque otras son exclusivas del grupo kipchak.

### Características compartidas con otros grupos
- Cambio de la /*d/ del prototúrquico a /j/ (e.g. *hadaq > ajaq 'pie').
- Pérdida de la /*h/ inicial (preservada sólo en khalaj)

### Características exclusivas del grupo
- Uso extensivo de la sinarmonía vocálica asociada al redondeamiento vocálico (e.g. olor vs. olar 'los (pron,)')
- Reforzamiento de la */j/ inicial (e.g. *jetti > ʒetti 'siete')
- Diptongación en sílaba final de */ɡ/ y */b/ (e.g. *taɡ > taw 'montaña', *sub > suw 'agua')

### Comparación léxica
Los numerales en diferentes lenguas túrquicas noroccidentales son:
| GLOSA | Kipchak-bulgárico | Kipchak-bulgárico  | Kipchak-bulgárico | Kipchak-cumano | Kipchak-cumano | Kipchak-cumano    | Kazajo-nogayo | Kazajo-nogayo | Kazajo-nogayo | Kirguís-kipchak | Kirguís-kipchak | PROTO-KIPCHAK |
| GLOSA | Baskir            | Tártaro de Siberia | Tártaro           | Karaim         | Cumuco         | Karachái- bálkaro | Karakalpako   | Kazajo        | Nogayo        | Kirguís         | Altái           | PROTO-KIPCHAK |
| ----- | ----------------- | ------------------ | ----------------- | -------------- | -------------- | ----------------- | ------------- | ------------- | ------------- | --------------- | --------------- | ------------- |
| '1'   | bĕr               | pir                | ber               | bir            | bɨr            | bir               | bɪr           | bɘr           | bir           | bir             | bir             | *bir          |
| '2'   | ikĕ               | igi ĭkĭ            | ike               | æki            | ɛki            | eki               | ʲekɪ          | ʲɘkɘ          | eki           | eki             | eki             | *ẹki          |
| '3'   | ɵ̆s                | yʧ                 | ɵɕ                | yʧ             | yç             | yʧ                | ʏʃ            | ʉʃ            | yʃ            | yʧ              | yʃ              | *yʧ *üč       |
| '4'   | dyrt              | tørt               | dyrt              | dʲortʲ         | dərt           | tørt              | tørt          | tyʉ̯ɾt         | dørt          | tœɾt            | tœrt            | *dørt *dört   |
| '5'   | biʃ               | pes                | biʃ               | bʲæʃ           | bɛʃ            | beʃ               | bes           | bʲɘs          | bes           | beʃ             | beʃ             | *beʃ *beš     |
| '6'   | ɑltɯ̆              | ɑltɯ               | altɤ              | ɑltɯ           | ɑltə           | ɑltɯ              | altɨ          | ɑltə          | ɑltɨ          | ɑltɯ            | altɯ            | *ɑltɯ *altı   |
| '7'   | jĕtĕ              | jedi jættĭ         | ʑide              | jædi           | jetti          | ʤeti              | ʒetɪ          | ʒʲɘtɘ         | jeti          | ʤeti            | jetj            | *ʤetti *jetti |
| '8'   | higĕð             | segiz sɛgĭz        | siɡez             | sʲægiz         | sɛgiz          | segiz             | segɪz         | sʲɘɣɘz        | segiz         | seɣiz           | segiz           | *segiz        |
| '9'   | toɣɯ̆ð             | toʁuz              | tuɢɤz             | toɣuz          | tɔʁʊz          | toguz             | toɣɨz         | tʷʊʁəz        | toʁɨz         | toʁuz           | toʁiz           | *toʁuz *toɣuz |
| '10'  | un                | on                 | un                | on             | ɔn             | on                | ʷon           | ʷʊn           | on            | on              | on              | *on           |